# Магазейково
Магазе́йково (рос. Магазейково, марій. Магазисола) — присілок у складі Новотор'яльського району Марій Ел, Росія. Входить до складу Пектубаєвського сільського поселення.

## Населення
Населення — 15 осіб (2010; 22 у 2002).
Національний склад (станом на 2002 рік):
- марійці — 100 %